# CA Atenas
Club Atlético Atenas de San Carlos, känt under namnet Atenas de San Carlos eller Atenas, är en fotbollsklubb i San Carlos, Maldonadodepartementet i Uruguay. Klubben grundades 1 maj 1928. Laget spelar sina hemmamatcher på Estadio Atenas med dräktfärgerna mörkblått och brandgult.